# 2-ميثيل أدينوسين
2-ميثيل أدينوسين (بالإنجليزية: 2-Methyladenosine)‏ واختصارا (m2A) هو نيوكليوسيد قاعدته النووية 2-ميثيل أدينين وهي مشتق ممثيل من الأدينين، سكره هو الريبوز.تم نشر ملاحظته أول مرة سنة 1972. وهو متواجد طبيعيا في بعض جزيئات الرنا الناقل والريبوسومي، كمثال في الوضعية 38 في الرنا الناقل للأرجنين.